# Biserica evanghelică din Unirea

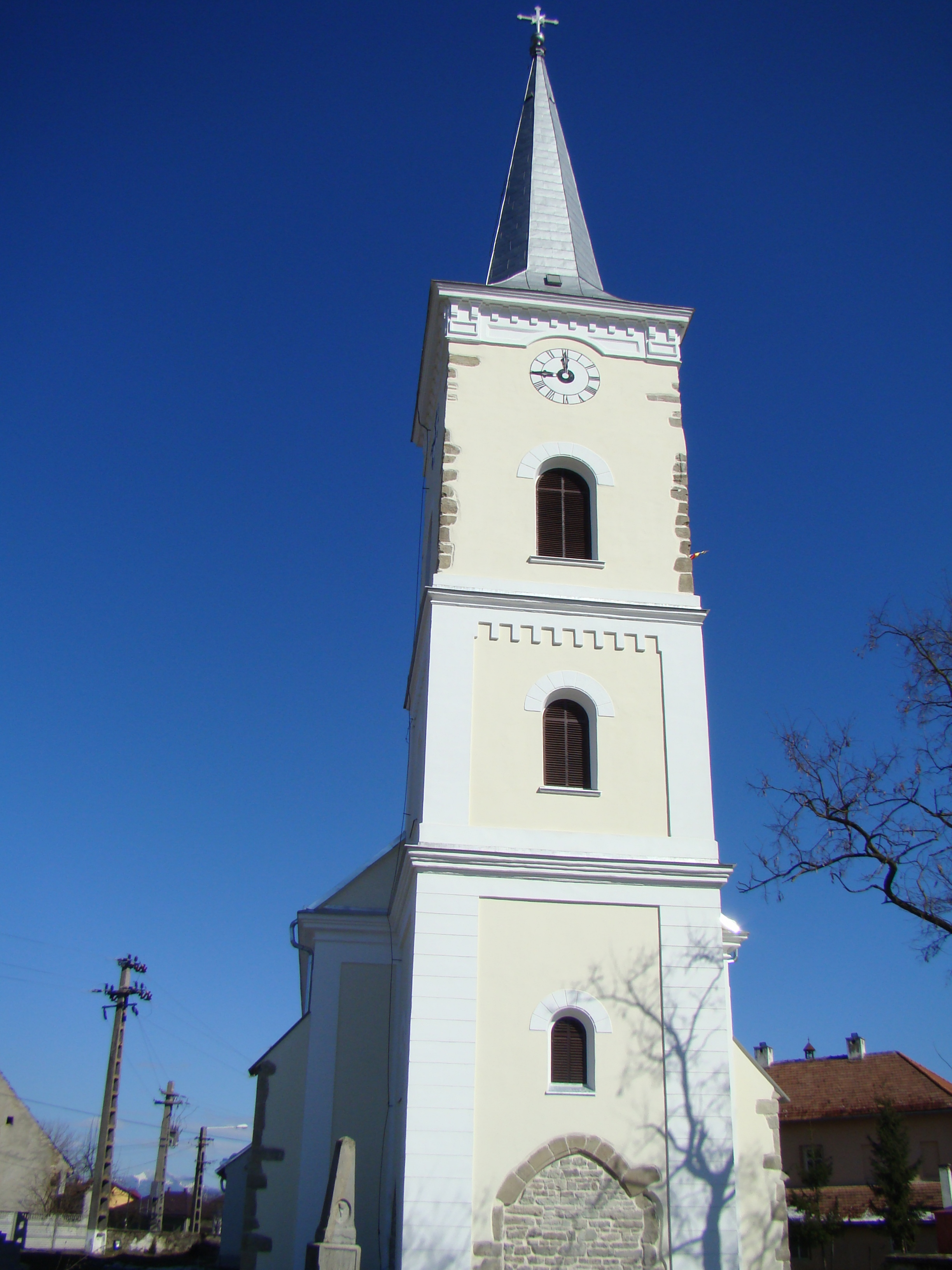
Biserica evanghelică din Unirea, localitate aparținătoare municipiului Bistrița, județul Bistrița-Năsăud, foto: august 2018.

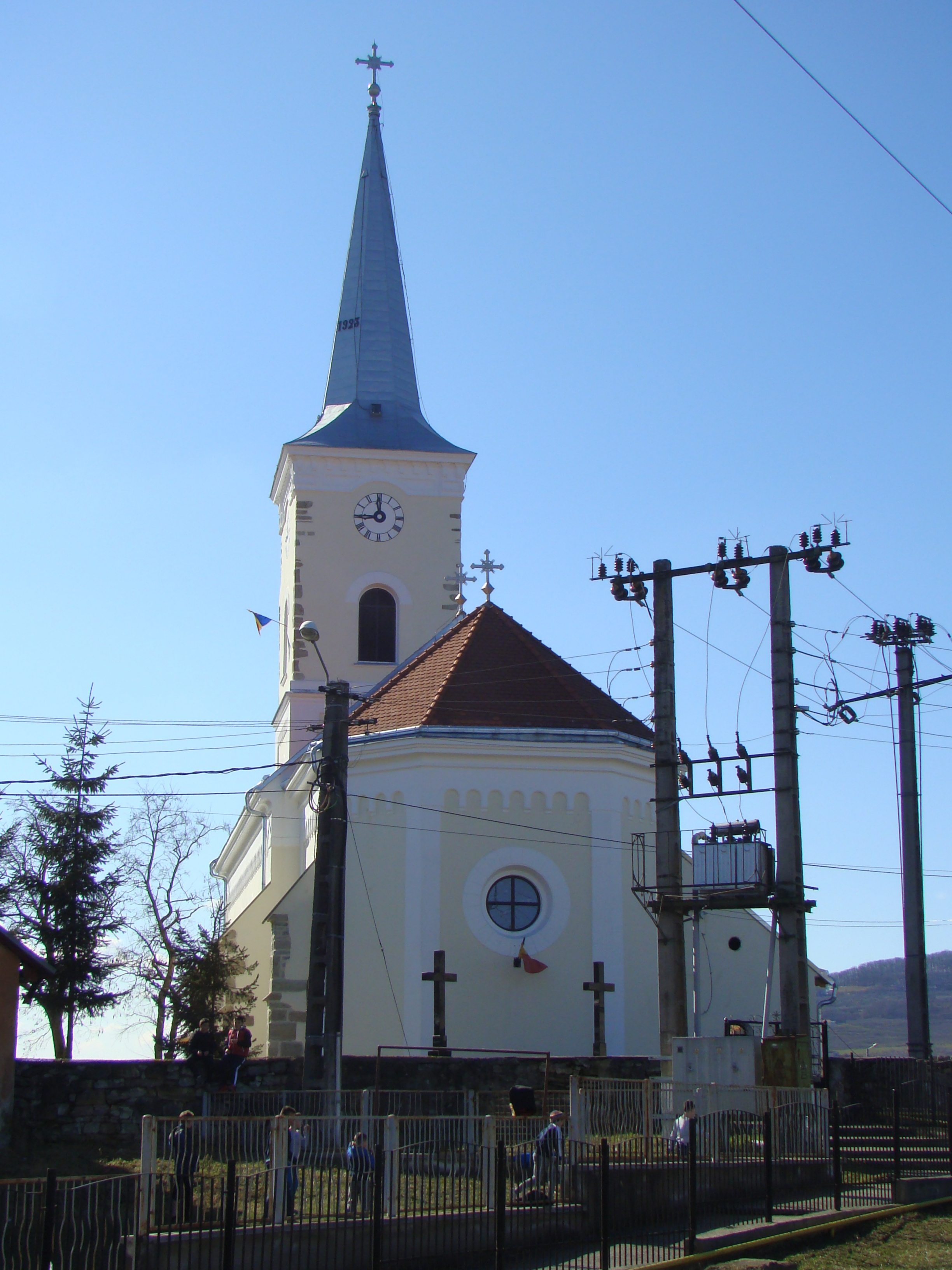
Biserica (est)

Biserica evanghelică din Unirea, localitate aparținătoare municipiului Bistrița, județul Bistrița-Năsăud, a fost ridicată în secolul al XVI-lea. Figurează pe lista monumentelor istorice 2015, cod LMI BN-II-m-B-01722. 

## Localitatea
Unirea, mai demult  Altdorf, Aldorf, Aldorfu, (în dialectul săsesc Wualdraf, Wuadraf, Wualndraf, Wuandref, Wondref, în germană Wallendorf, Walldorf, Oberwallendorf, Wallenberg în maghiară Aldorf) este o localitate componentă a municipiului Bistrița din județul Bistrița-Năsăud, Transilvania, România. Prima menționare documentară a localității datează din anul 1295, ca Niederwallendorf (Aldorful de Jos).

## Biserica
Biserica a fost ridicată de sași în 1570, reconstruită în stil neogotic între anii 1873-1874.
După exodul sașilor transilvăneni, biserica a fost cumpărată în anul 1982 de comunitatea ortodoxă, modificată la interior conform cerințelor cultului ortodox și a primit hramul „Sfinții Arhangheli Mihail și Gavriil”. În anul 1983, biserica din Unirea a fost înzestrată cu iconostas și sfințită în 1987 de episcopul Iustinian Chira. Ample lucrări de reabilitare au fost demarate în anul 2008, care au culminat cu pictarea bisericii în tehnica frescă.

## Imagini din exterior

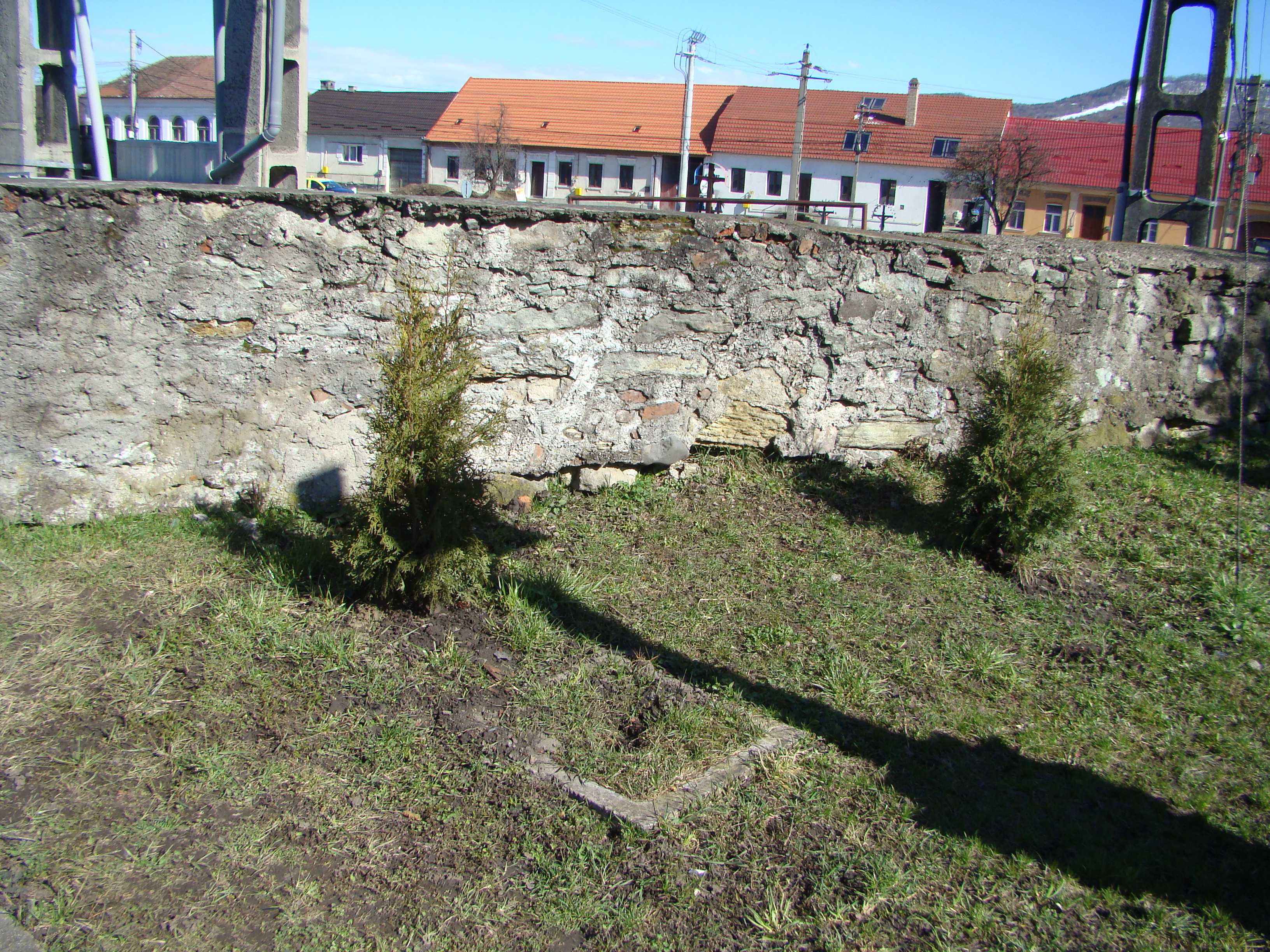
Zid de incintă
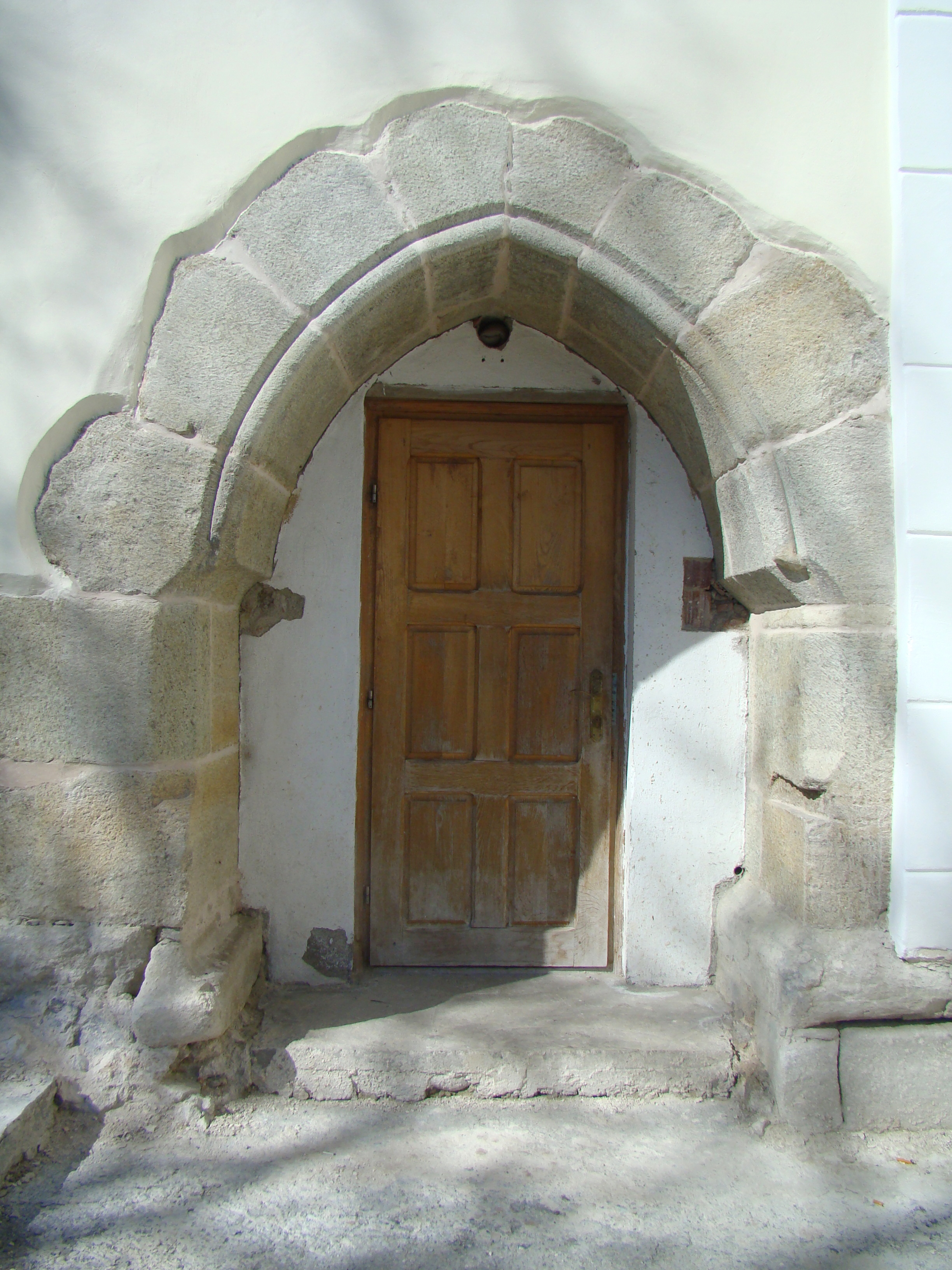
Ancadramentul din piatră al intrării
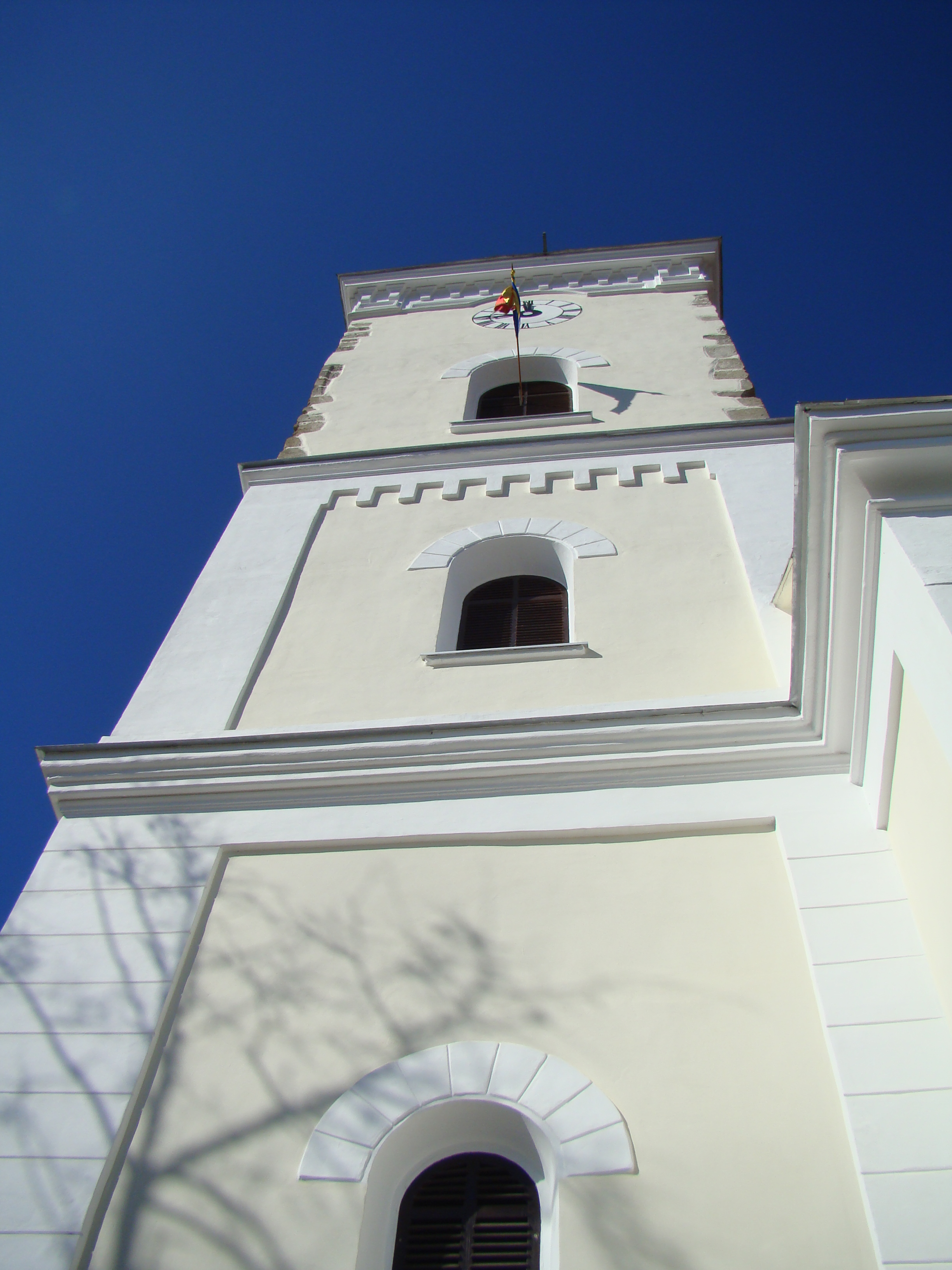
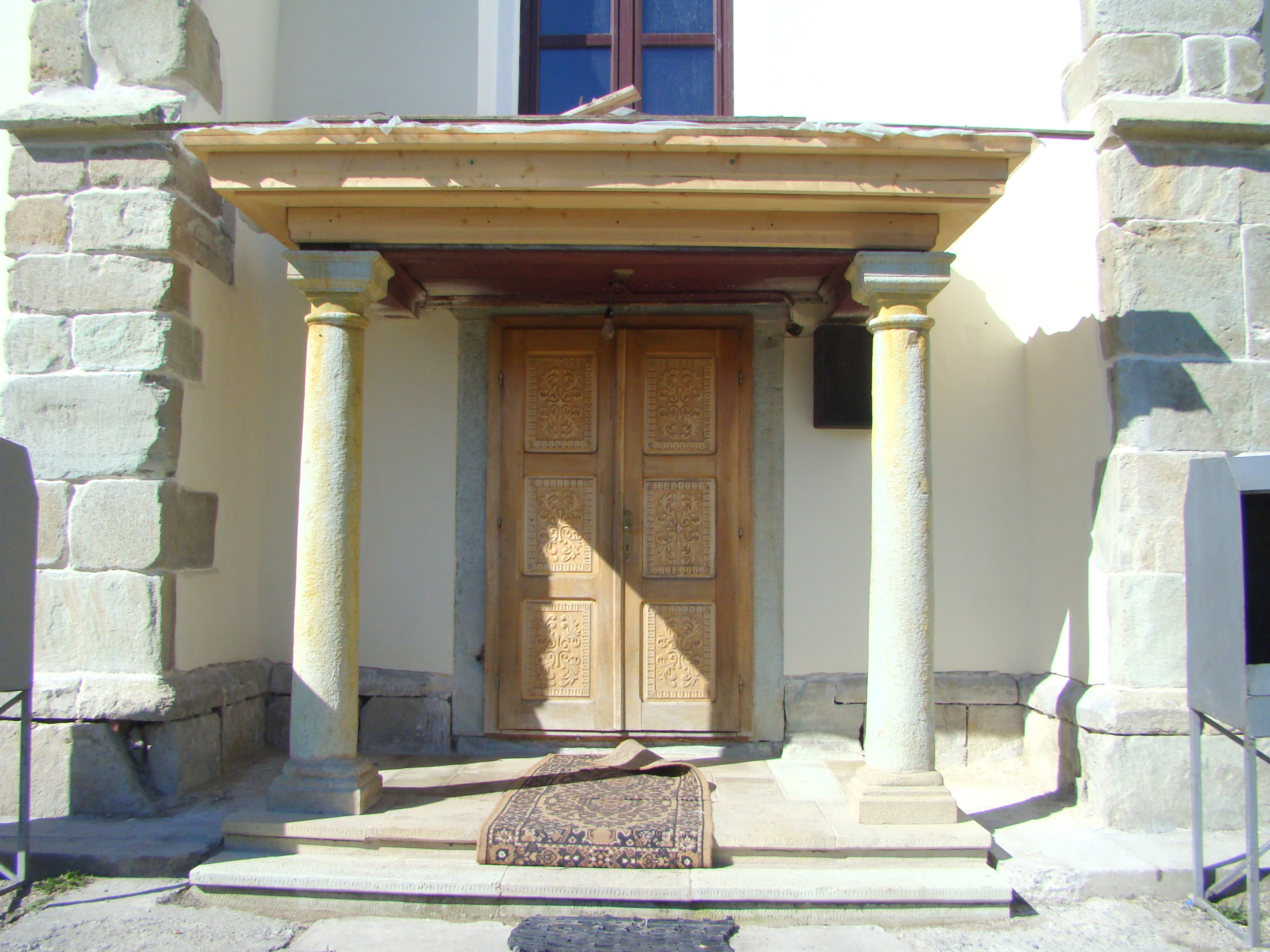
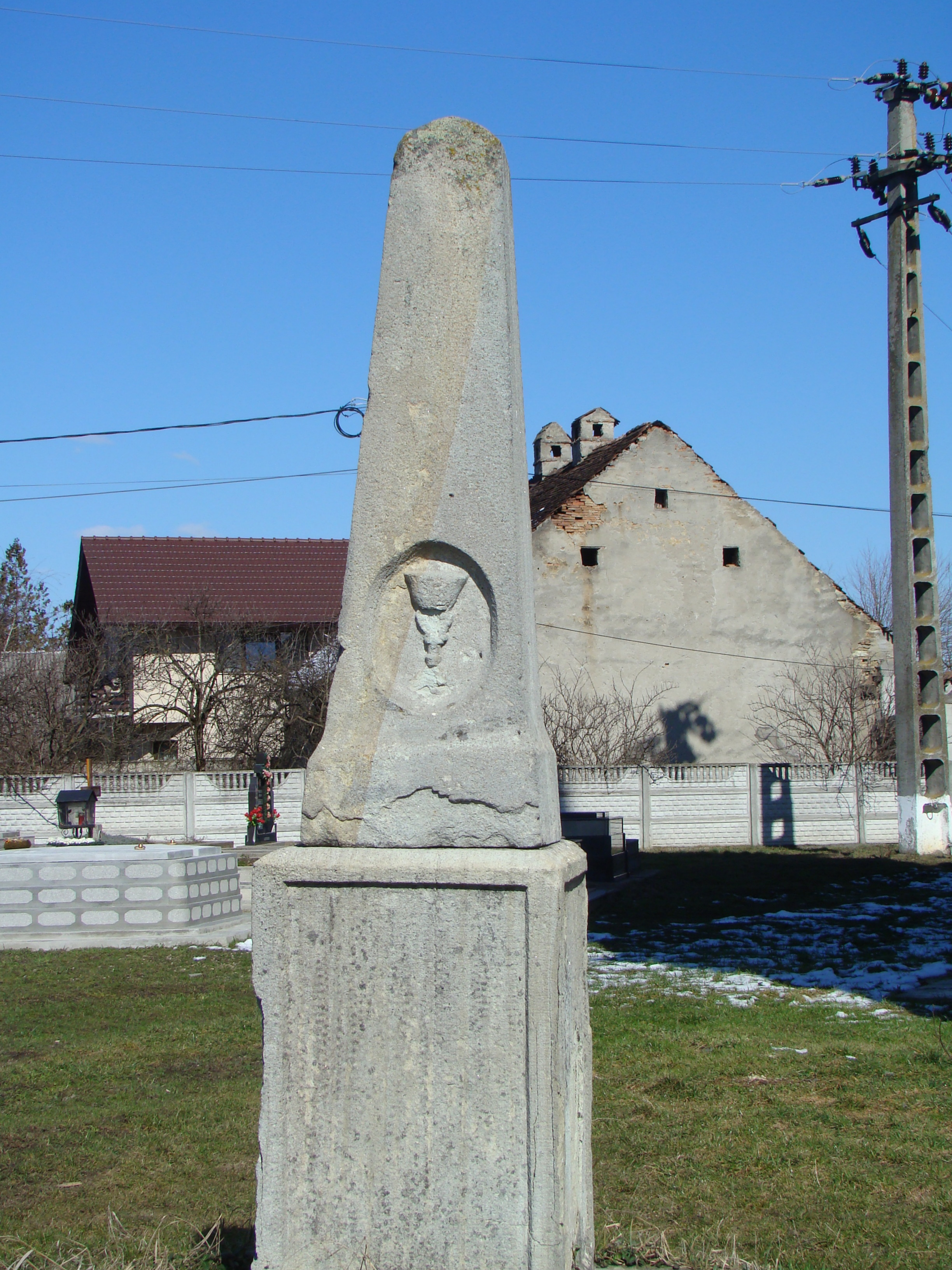
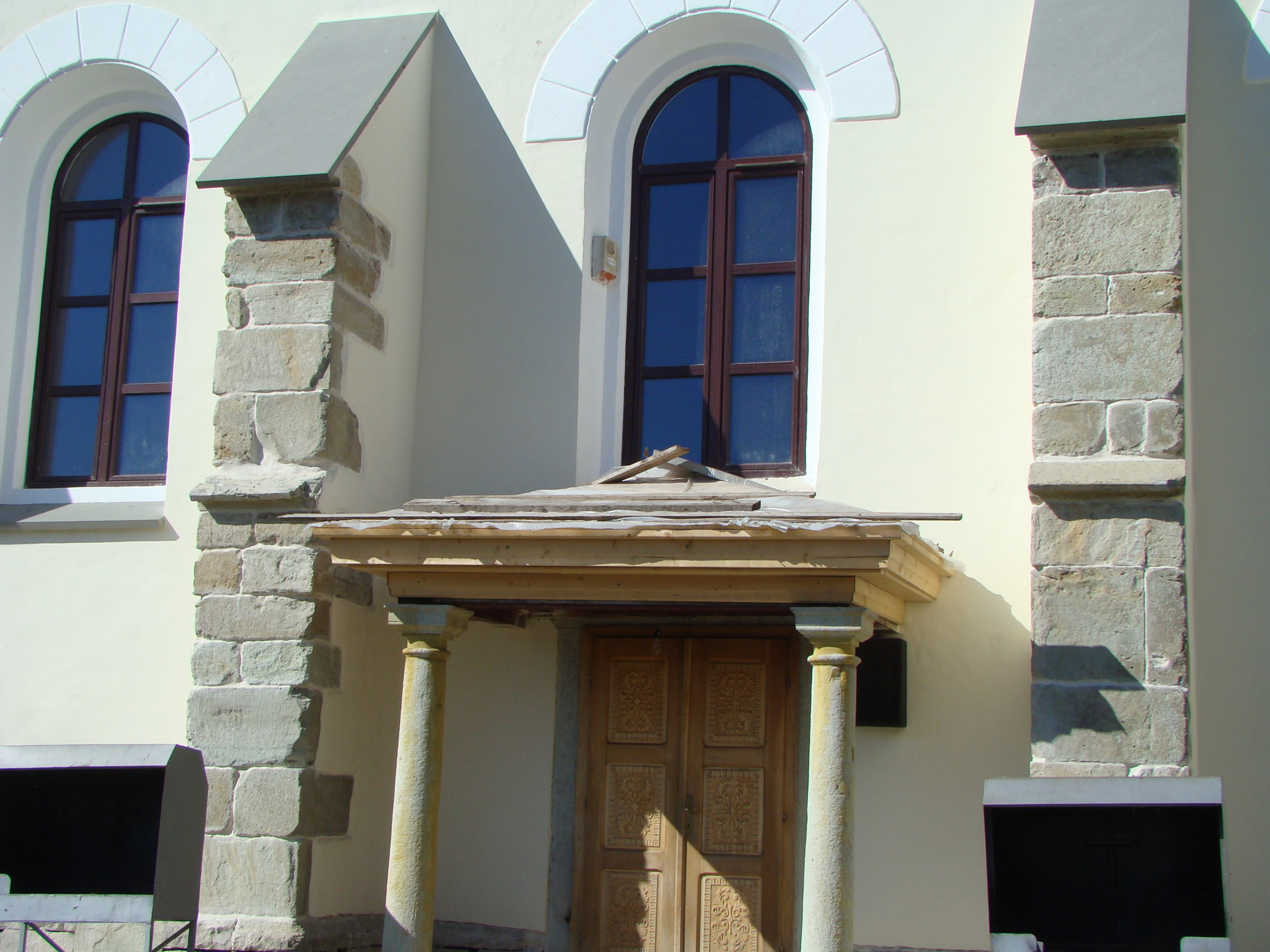
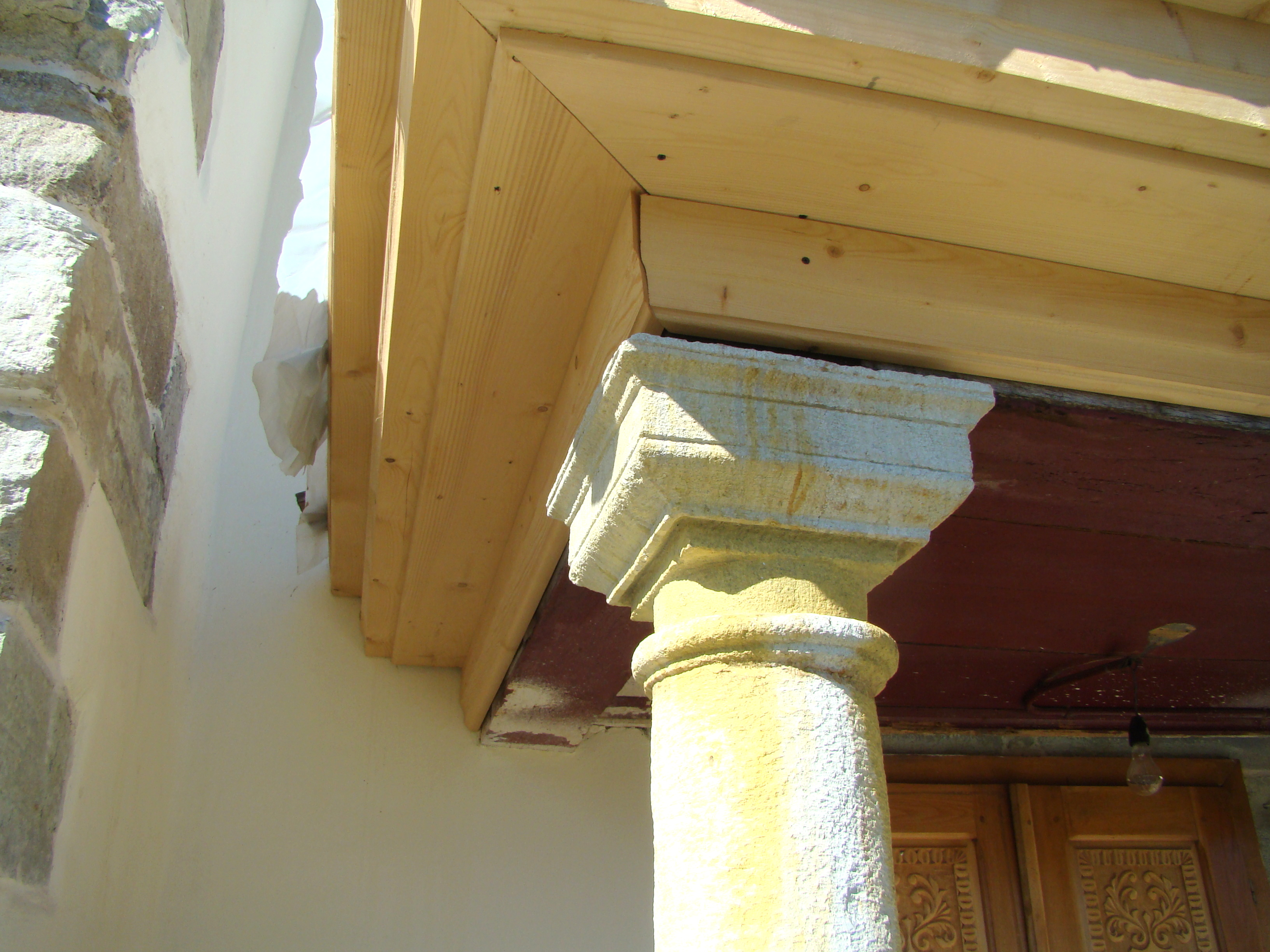
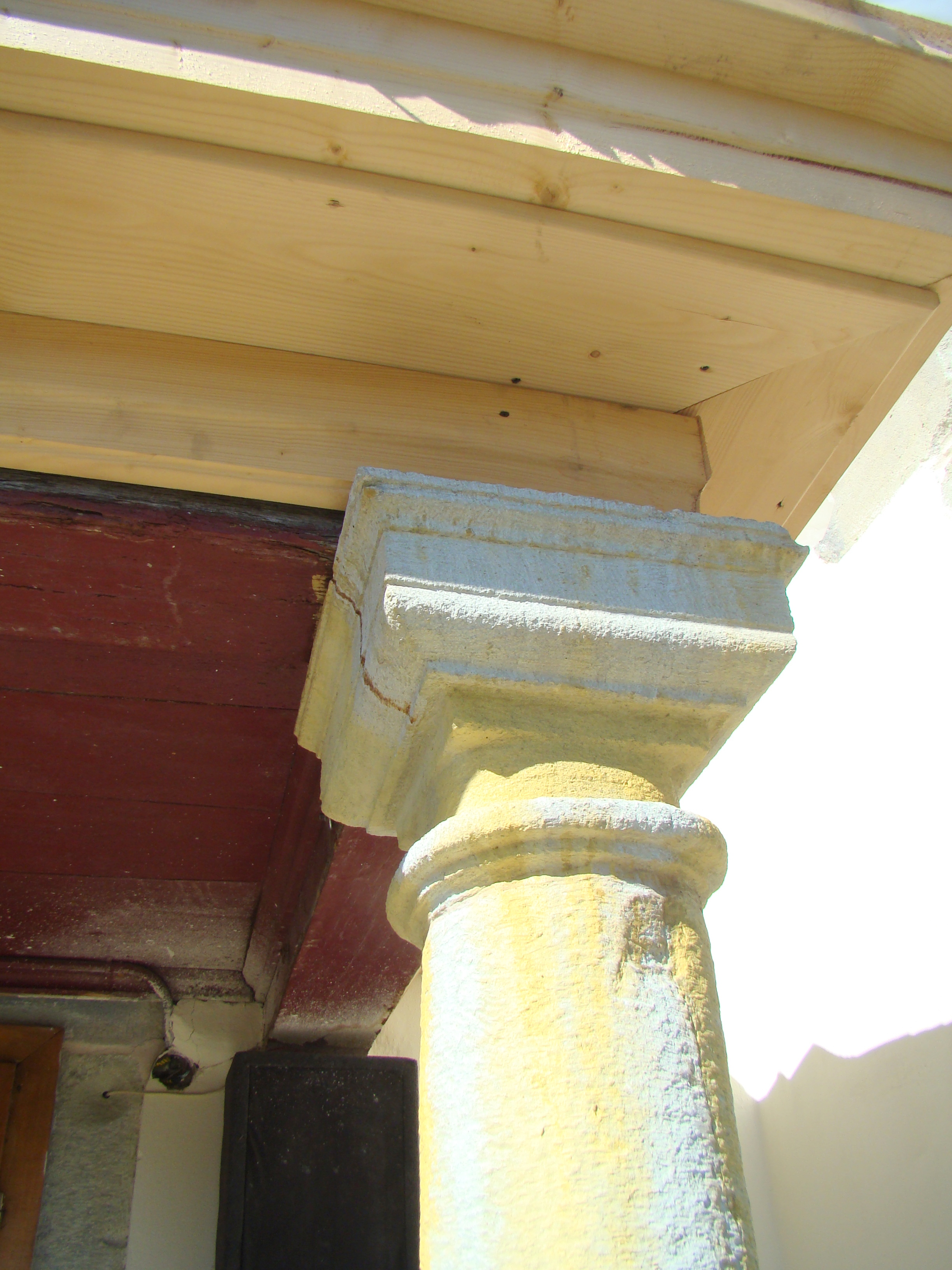
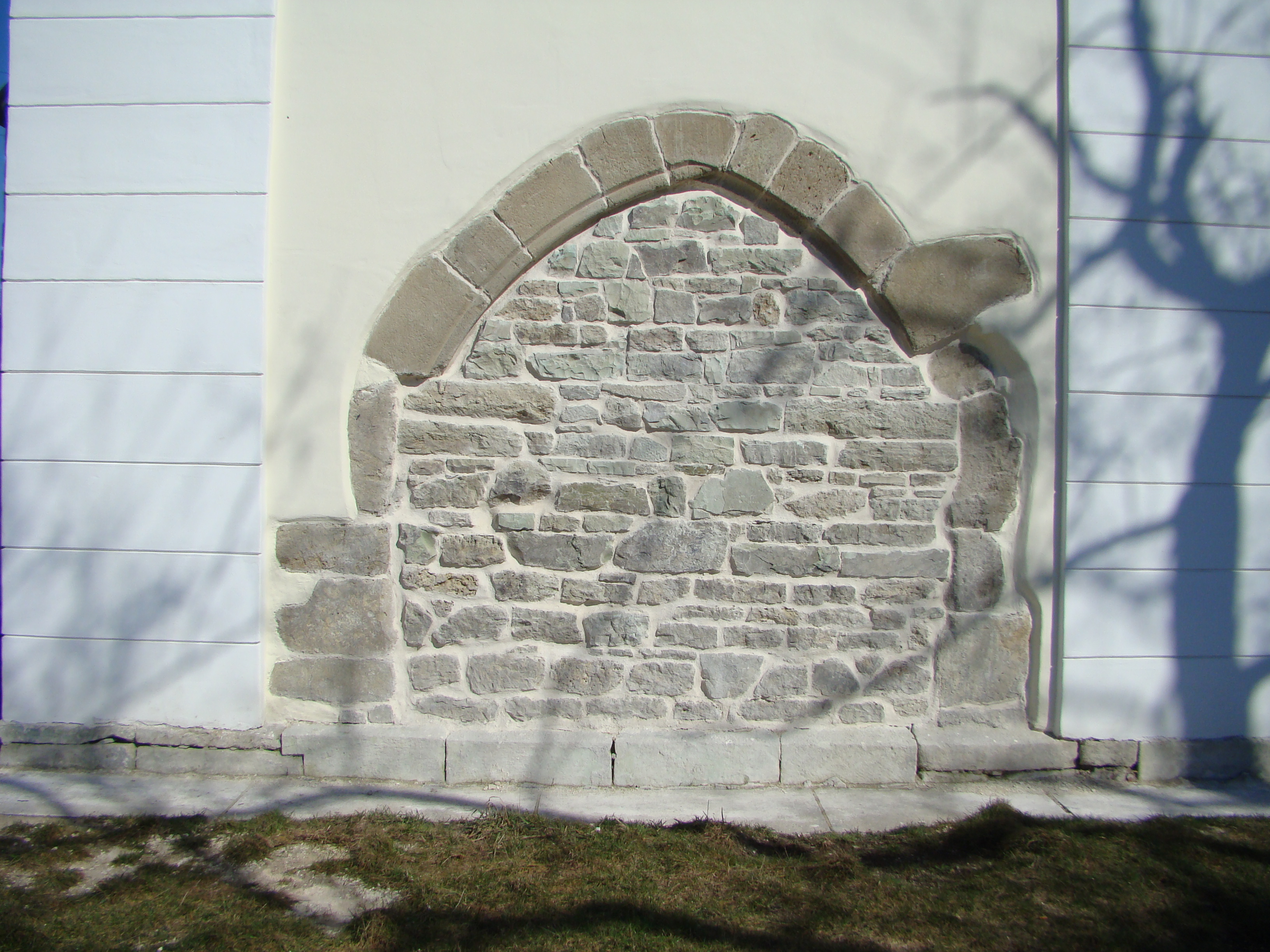
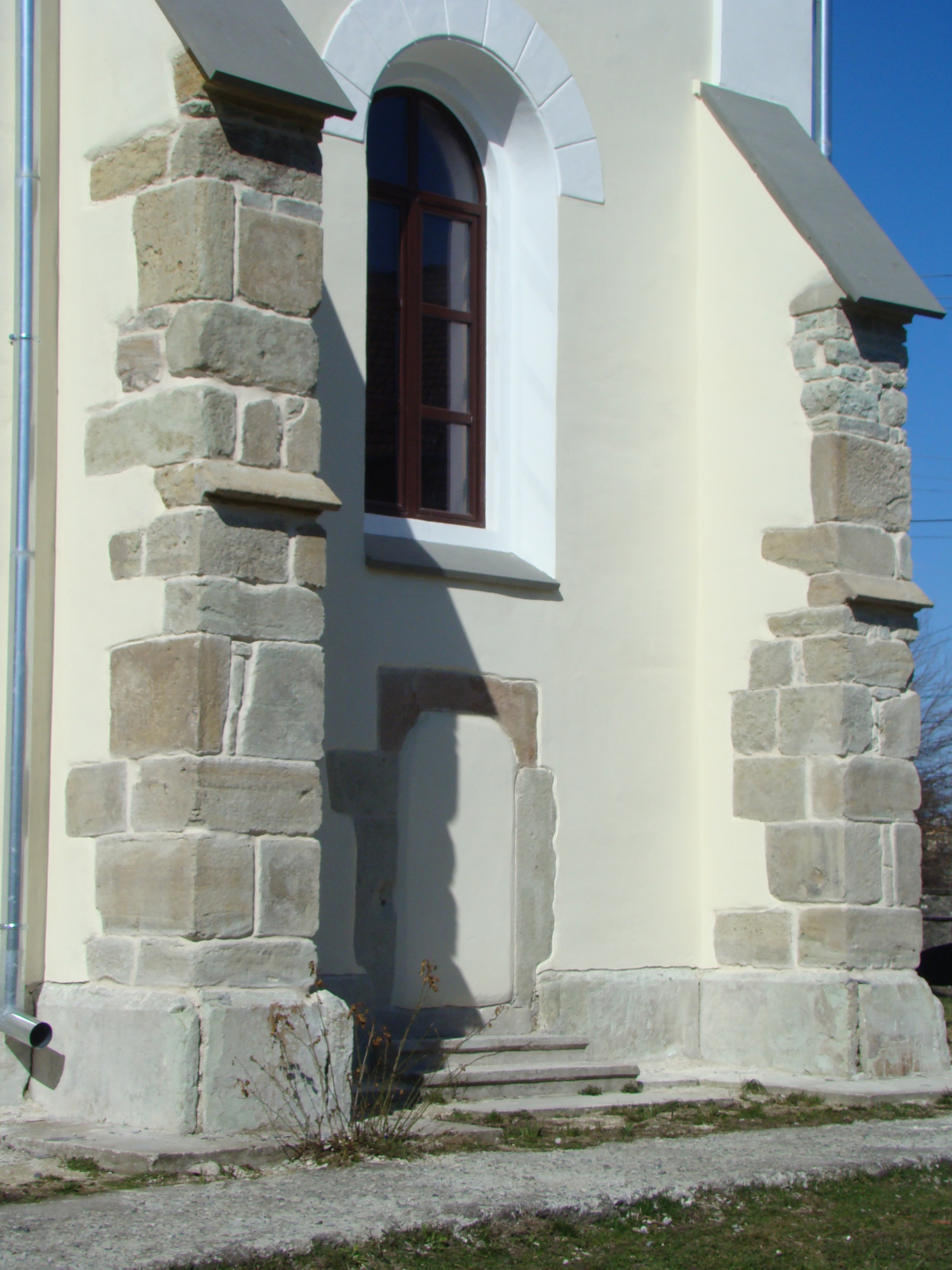
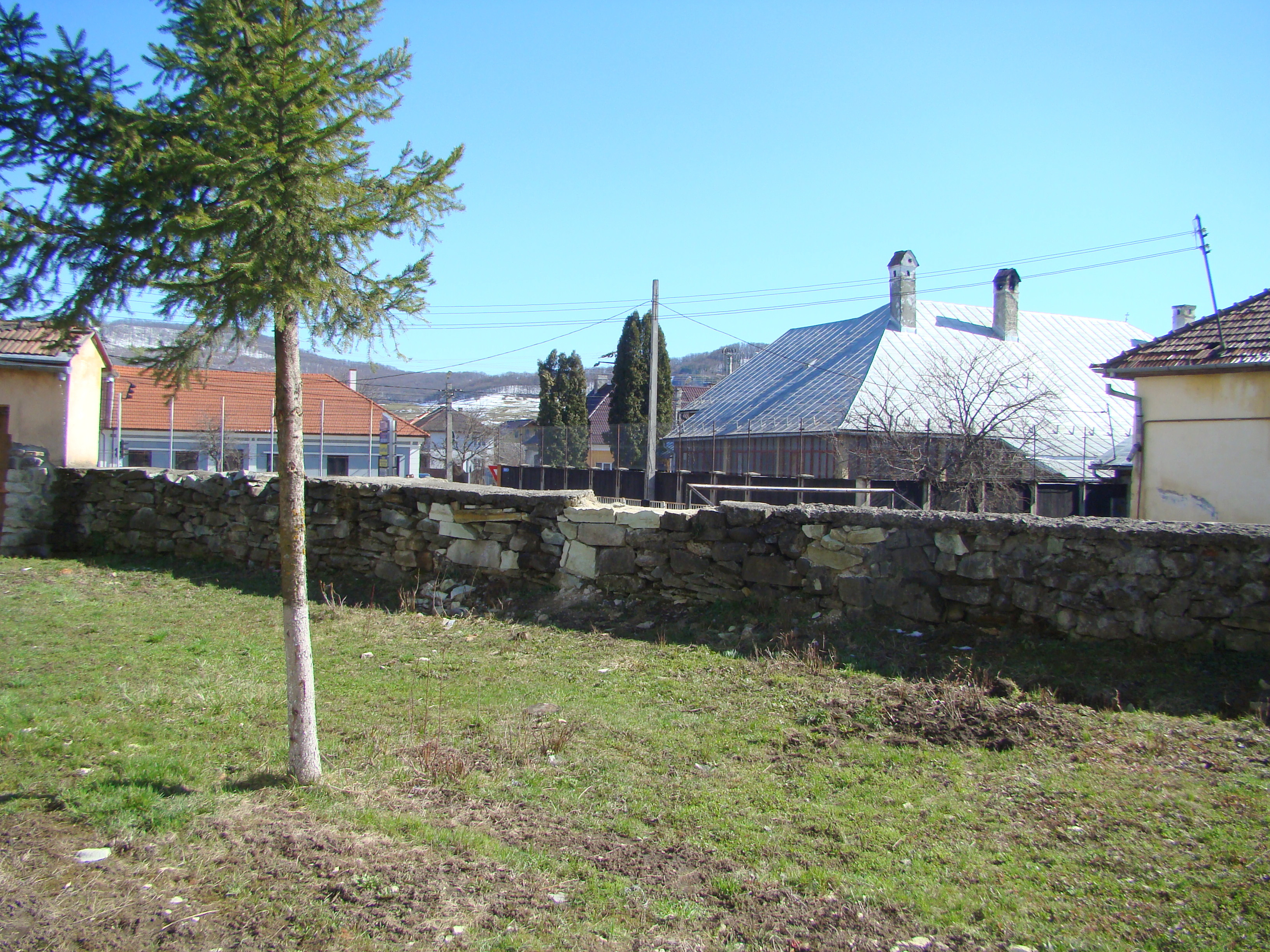
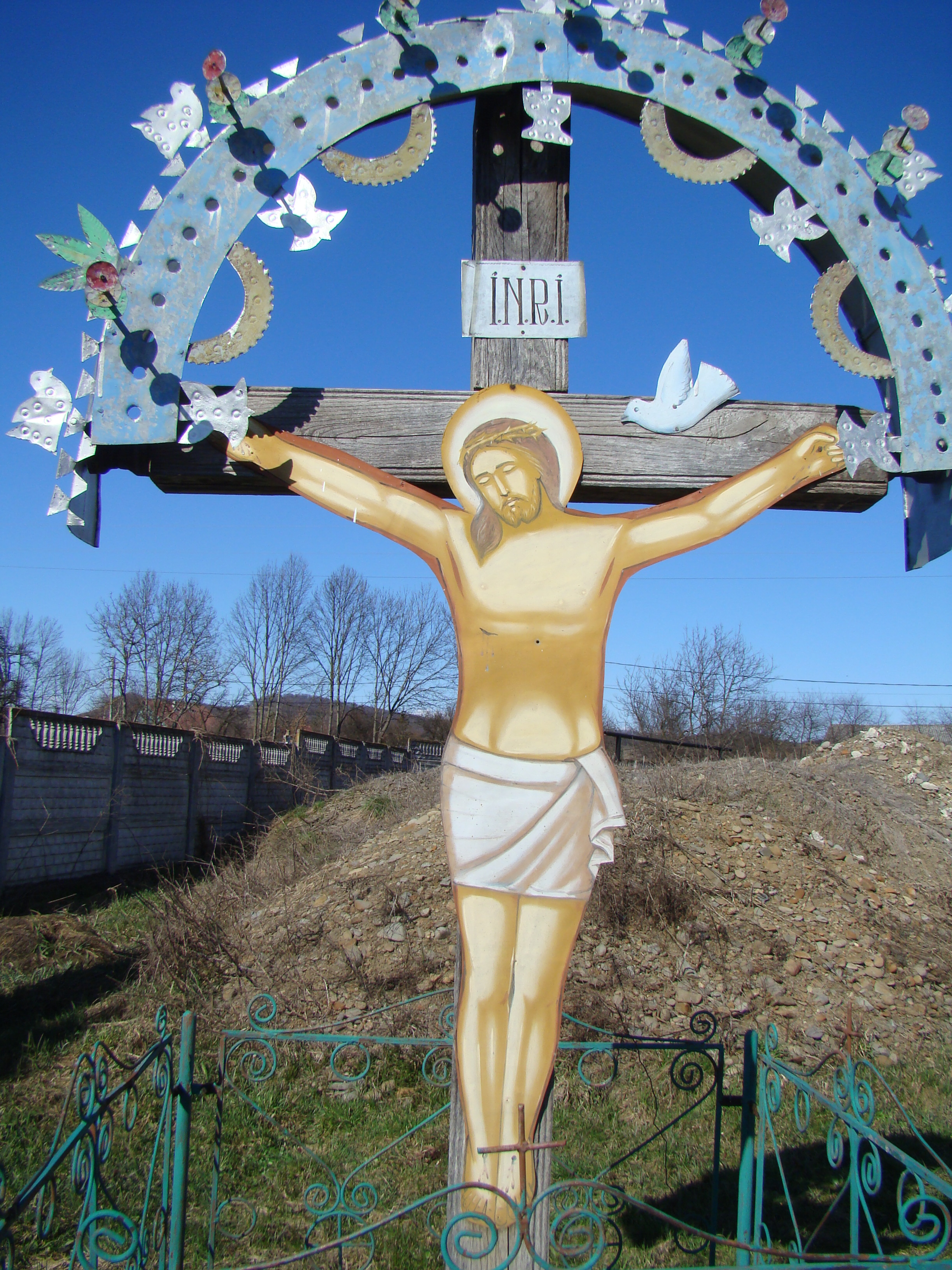
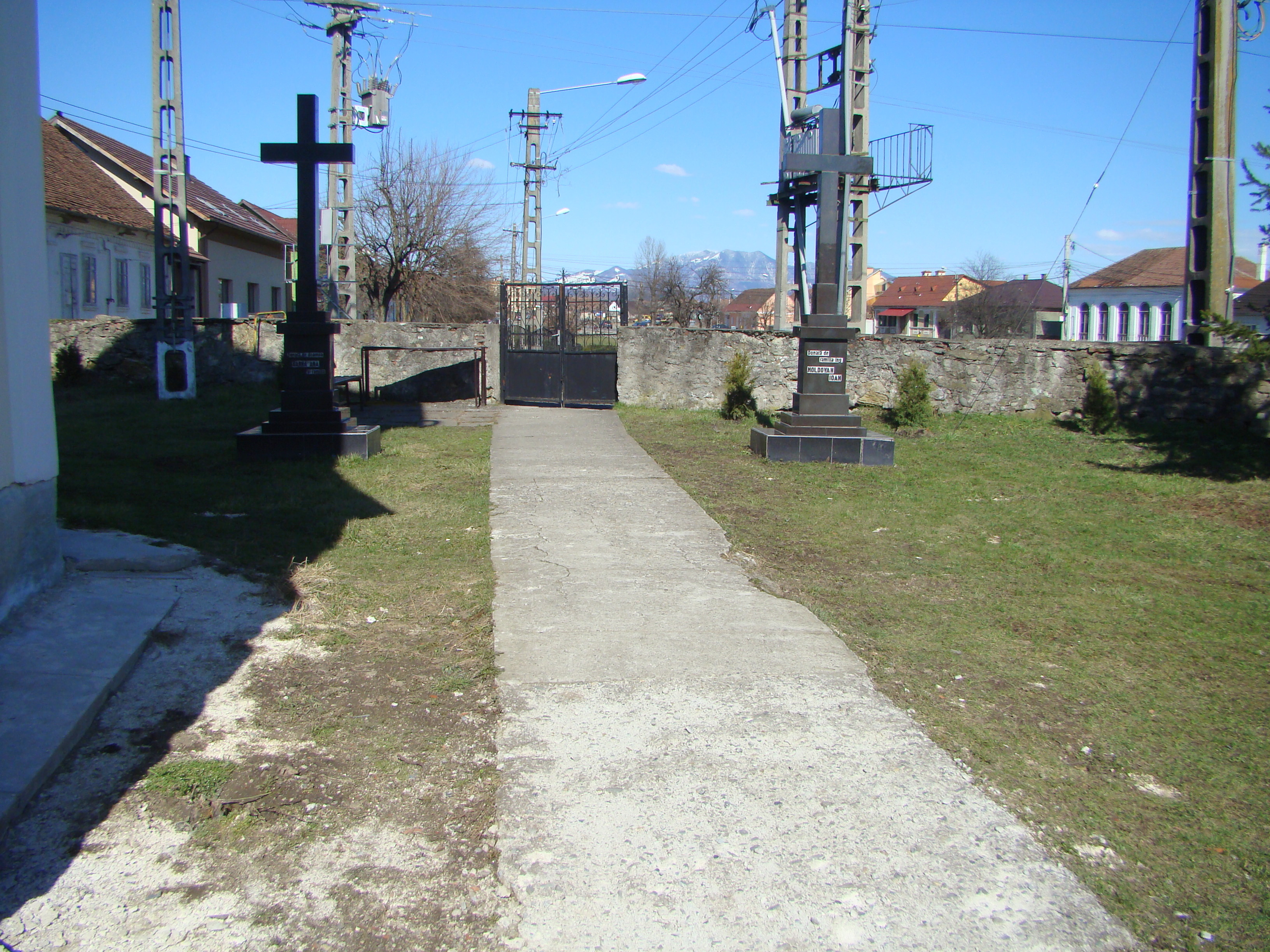
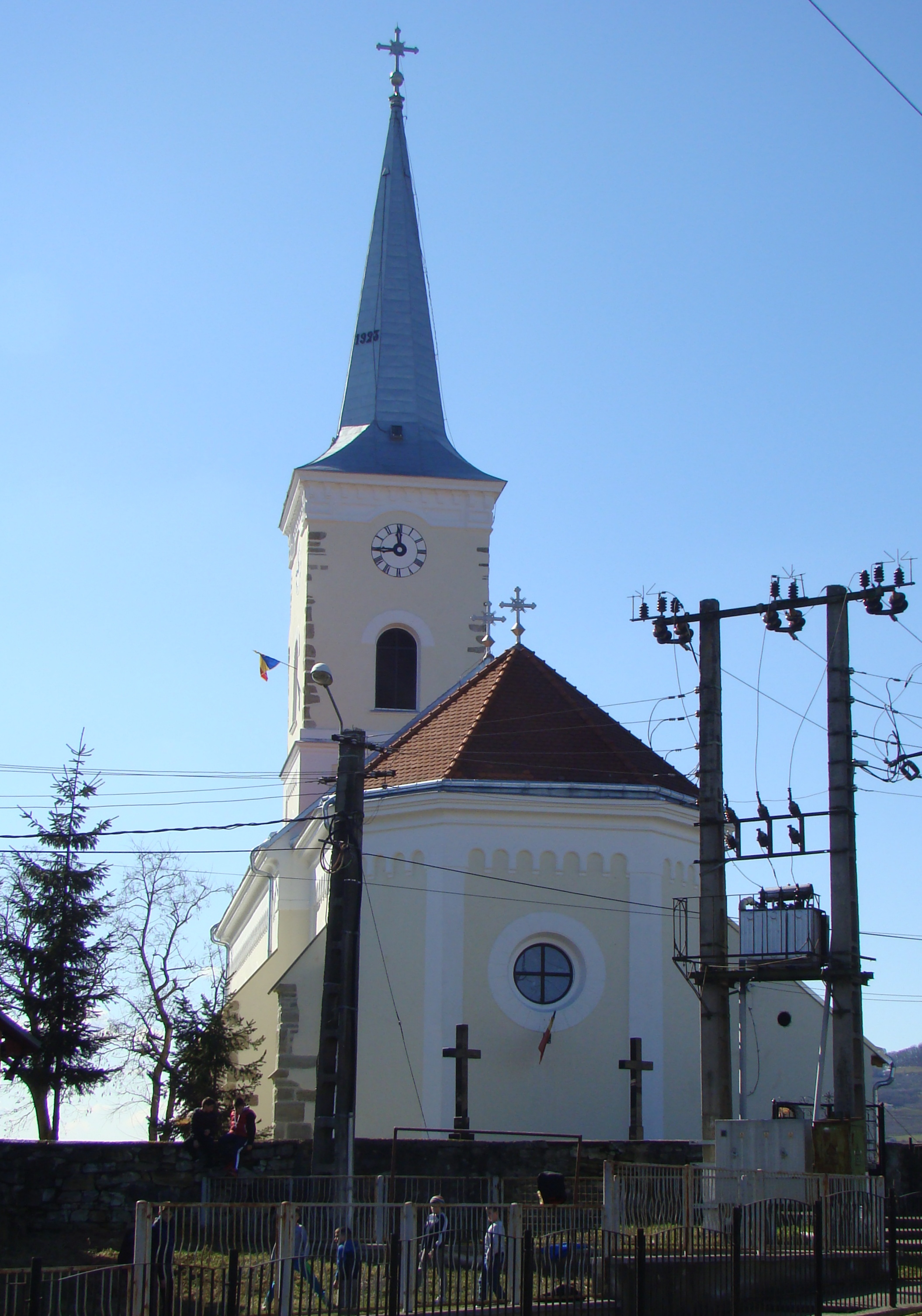